# Macrocypraea zebra
Macrocypraea zebra (nomeada, em inglês, measled cowrie) é uma espécie de molusco gastrópode marinho, carnívoro, pertencente à família Cypraeidae da ordem Littorinimorpha. Foi classificada por Carolus Linnaeus, em 1758, na obra Systema Naturae; descrita como Cypraea zebra, no gênero Cypraea. É nativa do oeste do oceano Atlântico; considerada a espécie-tipo de seu gênero.

## Descrição da concha e hábitos
Concha cilíndrico-oval com até 13.3 a 15 centímetros de comprimento, quando desenvolvida; de superfície polida e de coloração castanha com faixas ou manchas mais ou menos pálidas, arredondadas, por vezes com o centro escurecido quando são vistas de lado. Sua abertura contém de 33 a 35 dentículos e lábio externo engrossado; sendo longa e estreita, terminando em dois canais curtos (um deles, o canal sifonal). Lábio interno muito projetado.

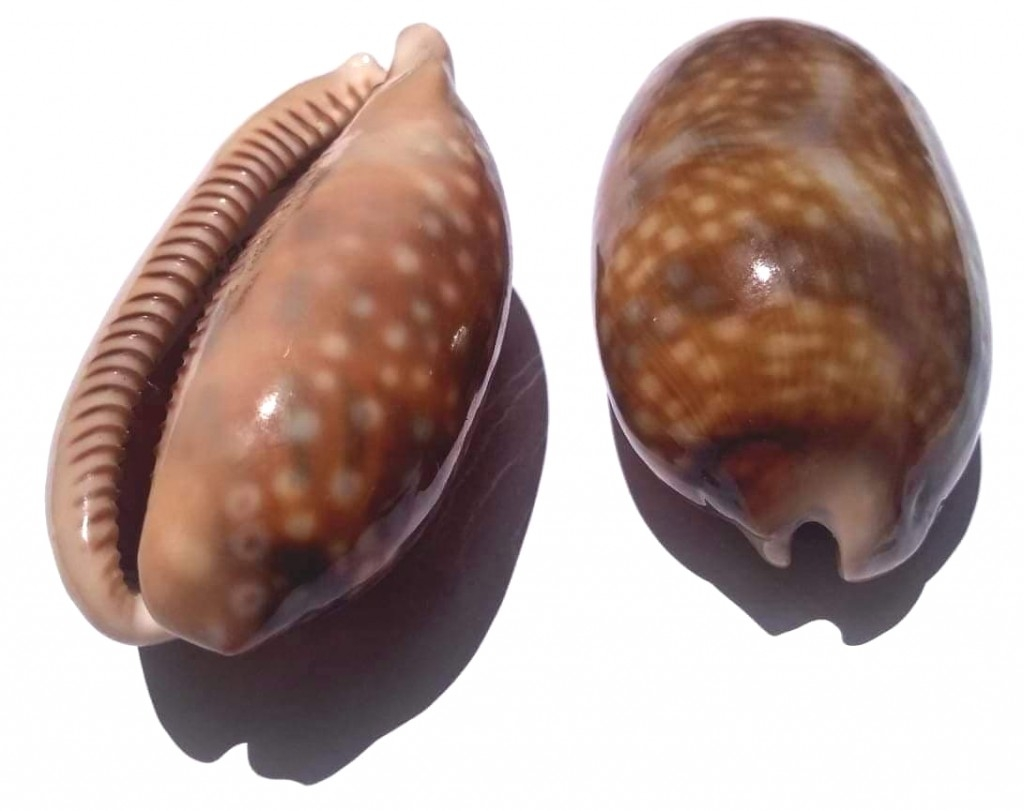
Duas vistas da concha de M. zebra; espécimes da região nordeste do Brasil.

É encontrada em águas rasas, da zona entremarés até uma profundidade de 37 metros (Rios cita até 10 metros), em áreas com recifes de coral; particularmente em habitats com algas, rochas, corais, octocorais, cascalho, areia e esponjas.

## Descrição do animal e distribuição geográfica
O animal de Macrocypraea zebra é de um castanho sujo ou amarelado, com expansões tentaculares dotadas de pontas, espalhadas sobre sua superfície; com seu manto podendo estar totalmente estendido, escondendo completamente a sua concha, ou parcialmente recolhido. Duas subespécies não são mais reconhecidas: Macrocypraea zebra zebra (Linnaeus, 1758); Macrocypraea zebra dissimilis F.A. Schilder, 1924.
Esta espécie ocorre no Atlântico ocidental, distribuída da Carolina do Norte, Flórida e Texas, nos Estados Unidos, e passando pelo mar do Caribe e norte da América do Sul, até Santa Catarina, na região sul do Brasil. Em julho de 2016, foi realizada uma coleta pontual de invertebrados, na Ilha dos Lobos, que confirmou esta espécie para o estado do Rio Grande do Sul; ocupando, esta espécie, praticamente todo o litoral do Brasil, desde o Pará.

## Utilização deMacrocypraea zebrapelo Homem
Conchas de Macrocypraea zebra têm sido utilizadas para artesanato e souvenir, também sendo comestível o seu animal. Nos sambaquis do Brasil, suas conchas são recuperadas inteiras ou com apenas a parte de sua abertura, provavelmente usadas para ornamento corporal.

## Filogenética
Esta espécie é praticamente idêntica a Macrocypraea cervinetta (Kiener, 1844), que é uma Macrocypraea residente no oceano Pacífico. Por sua semelhança, se crê na possibilidade de um ancestral comum, entre ambas, que tenha aparecido antes do Panamá surgir; separando os dois oceanos, Pacífico e Atlântico, cerca de três milhões de anos atrás. Outra espécie do Atlântico, Macrocypraea cervus (Linnaeus, 1771), possui concha mais ovalada e de maiores dimensões, quando desenvolvida.